# Groto (Aldeia)
Groto (Grotu) ist eine osttimoresische Aldeia im Suco Leolima (Verwaltungsamt Hato-Udo, Gemeinde Ainaro). 2015 lebten in der Aldeia 647 Menschen.

## Geographie und Einrichtungen
Die Aldeia Groto liegt im östlichen Zentrum von Leolima. Es umfasst mit dem Ort Groto den Kern des Siedlungszentrums von Hato-Udo. Nördlich befindet sich die Aldeia Suro-Craic, westlich die Aldeia Dausur und südlich die Aldeias Luro, Hutseo und Nuno-Boco. Im Osten grenzt Groto an den Suco Foho-Ai-Lico. Durch Groto führt die südliche Küstenstraße Osttimors, die hier weiter landeinwärts verläuft. Von ihr zweigt in Groto eine Straße ab, die in den Norden des Sucos Leolima führt.
In Groto stehen eine Prä-Sekundarschule und zwei Grundschule. Im Nordwesten liegt ein großer Friedhof.

## Politik
2023 wurde Francisco de Araújo zum Chefe de Aldeia gewählt.